# 권영태 (연출가)
권영태(1964년 6월 15일 ~ )는 KBS 예능본부의 프로듀서이다.

## 학력
- 경북대학교 영어영문학과 학사

## 경력
- 1989년 KBS 공채 16기 PD 입사
- KBS 대구방송총국 편성제작국장
- KBS 예능운영팀 CP
- KBS 예능본부 편성기획팀장
- KBS 안동방송국 국장